# Marcus Melvin
Marcus Melvin (Fayetteville, Carolina del Norte, 27 de abril de 1982) es un exjugador de baloncesto estadounidense que actuaba en la posición de ala-pívot.

## Carrera universitaria
Marcus Antione Melvin empezó su carrera universitaria en NC State Wolfpack en Carolina del Norte jugando por cuatro años.

### Universidades
| Club              | País           | Clase     | Año         |
| ----------------- | -------------- | --------- | ----------- |
| NC State Wolfpack | Estados Unidos | Freshman  | 2000 - 2001 |
| NC State Wolfpack | Estados Unidos | Sophomore | 2001 - 2002 |
| NC State Wolfpack | Estados Unidos | Júnior    | 2002 - 2003 |
| NC State Wolfpack | Estados Unidos | Sénior    | 2003 - 2004 |

## Carrera profesional
Después de cuatro positivas temporadas en el baloncesto universitario jugando para NC State Wolfpack la carrera de baloncestista profesional lleva a Marcus Melvin a jugar en Portugal, Líbano y Filippinas en el breve lapso de un año.
En el año 2005 firma con Nuova Sebastiani Basket Rieti donde muestra buenas dotes técnicas y un discreto tiro de la larga distancia que hacen de él uno de los mejores ala-pívots de la Legadue. En la segunda temporada tras haber firmado la continuidad con su equipo tiene un rol importante en el equipo llevándolo a la victoria en el campeonato y en el Final Four de la temporada 2006-07.
En el verano de 2007 firma un contrato por un año con opción a otro con el Baloncesto Varese. Resulta ser uno de los jugadores más decepcionantes del campeonato, haciéndose notar más por sus falta de moderación fuera del campo de juego que por sus cualidades baloncestísticas. Al término de la temporada con el equipo descendía a la Legadue, no confirmando al ala-pívot de Fayetteville para el año siguiente.
En el año 2008 firma con el equipo Antalya Büyükşehir Belediyesi de la Türkiye Basketbol Süper Ligi.

### Antalya BB
En diciembre del 2008 deja el equipo turco y vuelve al Líbano en el Sagesse.

### Argentino de Junín
En octubre del año 2013 confirma su llegada al Argentino de Junín para disputar la Liga Nacional de Básquet. Si bien por temas personales se demoró su incorporación al equipo terminó disputando la temporada.

### Club Biguá
En el año 2014 tras estar cerca de jugar en la Liga Nacional de Básquet nuevamente, confirma su llegada al Club Biguá para disputar la Liga Uruguaya de Básquetbol.

### Guaiqueríes
En el año 2017 firma con Guaiqueríes de Margarita para disputar la Liga Profesional de Baloncesto de Venezuela. Alcanzando el subcampeonato.

### Quimsa
El 13 de septiembre del 2017 se confirma la llegada de Marcus a Quimsa. Ya en el año 2014 Marcus había estado cerca de jugar en Quimsa, había firmado su contrato, pero días antes de debutar se tuvo que marchar a Estados Unidos por problemas personales. En la previa de lo que fue la participación en los playoffs del Super 20, Quimsa decidió cortar a Marcus Melvin, quien apenas llegó a disputar cinco partidos con el equipo de Fabio Demti. A lo largo de sus cinco partidos en la Fusión, Melvin promedió 8 puntos, 2,6 rebotes y 0,4 asistencias, con un 57% en dobles, 29% en triples y 100% en tiros libres durante 14,6 minutos por presentación.

### Clubes
| Club                       | País                 | Año         |
| -------------------------- | -------------------- | ----------- |
| FC Porto                   | Portugal             | 2004 - 2005 |
| Hekmeh BC                  | Líbano               | 2005        |
| Purefoods T.J.H.           | Filipinas            | 2005        |
| Basket Rieti               | Italia               | 2005 - 2007 |
| Pallacanestro Varese       | Italia               | 2007 - 2008 |
| Antalya BB                 | Turquía              | 2008        |
| Hekmeh BC                  | Líbano               | 2008 - 2009 |
| Petrochimi Iman Harbour BC | Irán                 | 2009        |
| Tri-City Suns              | Estados Unidos       | 2010        |
| Atléticos de San Germán    | Puerto Rico          | 2010        |
| Bucaneros de La Guaira     | Venezuela            | 2011        |
| Atenas                     | Argentina            | 2011 - 2012 |
| GIE Morrow Disciples       | Estados Unidos       | 2012        |
| La Unión de Formosa        | Argentina            | 2012        |
| CSS Giurgiu                | Rumania              | 2012 - 2013 |
| Al Jahra SC                | Kuwait               | 2013        |
| Argentino                  | Argentina            | 2013 - 2014 |
| Biguá                      | Uruguay              | 2014 - 2015 |
| Marinos de Anzoátegui      | Venezuela            | 2015        |
| Aguada                     | Uruguay              | 2015 - 2016 |
| Kinmen Kaoliang Liquor     | Taiwán               | 2016        |
| Kuala Lumpur Dragons       | Malasia              | 2016 - 2017 |
| Guaiqueríes de Margarita   | Venezuela            | 2017        |
| Quimsa                     | Argentina            | 2017        |
| GUG                        | República Dominicana | 2018        |

## Selección nacional
Melvin representó a los Estados Unidos en la Copa William Jones de 2013 (sin embargo el equipo no estuvo auspiciado por USA Basketball sino por la Professional Basketball Alumni Association).